# 齊木由香
齊木 由香（さいき ゆか、1982年10月9日 -鹿児島出身 ）は、日本の和文化研究家/ 文化庁後援事業「日本検定®」「JAPAN QUEST」創設者（一般社団法人日本文化共創機構 代表理事）。　情報経営イノベーション専門職大学 客員教授。
令和「即位礼正殿の儀」CX皇室特番コメンテーター、LEXUS RC Impression movie 出演。

## 人物
- 1982　酒蔵を営む旧家に生まれ育つ
- 2002　大学在学中、フジテレビ系列テレビドラマ『ショムニ』にレギュラー出演[1]
- 2003　黒木瞳の個人事務所 『オフィス稲垣』に応募総数4000人の中から選出される
- 2004   秘書役が多い事から『秘書検定1級』合格
- 2007　マルタ共和国、アメリカ合衆国ハワイ州に留学
- 2011　和文化研究家 活動開始
  - 『財団法人民族衣裳文化普及協会認定 着物着付師範』取得
  - 『一般社団法人 日本礼法 』教授資格を取得。2016年より同協会理事として協会の再建や首都圏への進出に貢献。
  - 温泉旅館や料亭での指導をはじめ、テレビCM,ドラマ等での所作指導・空間監修を手掛ける
- 2019　日本文化を伝えるため世界最大規模のコンテスト「Mrs.Globe」に日本代表として出場。「Woman of  Worth Award」受賞
- 2020  伝統を基軸に現代の生活様式に即した作法を伝える『日本近代礼法』主宰
- 2022年　サニーサイドアップグループ傘下 株式会社ENGAWA 主催『おもてなしセレクション2022』「日本近代礼法」金賞受賞
- 2023年 文化庁後援事業 「日本検定🄬」「JAPAN QUESUT」創設（一般社団法人日本文化共創機構 創業）

## 映像監修・所作指導
テレビドラマ
2021年7月～9月
- TBS火曜10時連続ドラマ「プロミス・シンデレラ」

二階堂ふみさん、眞栄田郷敦さん、岩田剛典さん・仲居役の皆さんに指導
TV-CM
- 2023年5月「アイフル『凛とした女将シリーズ』『久しぶりに料亭』篇　粗品さん出演
- 2021年5月「アイフル『凛とした女将シリーズ』『和尚女将』篇　大地真央さんご出演
- 2020年12月「アイフル『凛とした女将シリーズ』『愛のポエム』篇　大地真央さんご出演
- 2020年7月「リクルートホールディングスじゃらん 「これからの旅」篇、「新しい旅のしおり」篇　CM企画・監修
- 2019年9月「森永製菓『ハイチュウ』『感謝のエイチュウ』篇　関ジャニ∞の皆さんにご指導
- 2019年1月「ソニーミュージックエンタテインメント 『ラブとポップ』「新年のご挨拶」篇　広末涼子さんにご指導
- 2019年1月「アイフル『凛とした女将シリーズ』『本当の愛』篇　大地真央さんご出演
- 2018年12月「ソニーミュージックエンタテインメント  『ラブとポップ』「お歳暮」篇　広末涼子さんにご指導
- 2018年10月「アイフル『凛とした女将シリーズ』『結婚式』篇　大地真央さんご出演
- 2018年7月「アイフル『凛とした女将シリーズ』『庭掃除』篇　大地真央さんご出演
- 2018年4月「アイフル『凛とした女将シリーズ』『試食』篇　大地真央さんご出演
- 2018年4月「アイフル『凛とした女将シリーズ』「ティザー信じられる」篇、「ティザーはじまるえ」篇、大地真央さんご出演

情報番組
- 2022年 NHK総合『チコちゃんに叱られる!』「ポチ袋」について監修
- 2020年 テレビ朝日『ミラクル9』「着物」に関するクイズについて監修
- 2019年 フジテレビ『Mr.サタデー』「土下座」について監修

## 出演

### 情報番組
- TBSテレビ 情報番組「ひるおび!」（2016年8月5日）コメンテーター
- 日本テレビ 情報番組「ヒルナンデス!」（2017年12月20日）銀座の歩き方
- 日本テレビ 情報番組「ヒルナンデス!」（2018年7月5日）浴衣の所作と着崩れ対処法
- フジテレビ 情報番組「直撃LIVE グッディ!」（2019年4月24日）三本締めについて
- フジテレビ 報道番組「Live News it!」（2019年4月24日）手締めについて
- フジテレビ・関西テレビ 情報番組「Mr.サンデー」（2019年6月9日）土下座について監修
- フジテレビ 報道番組「Live News it!」（2019年12月13日）忘年会について
- テレビ朝日 情報番組「大下容子ワイド!スクランブル」（2019年12月19日）忘年会について
- TBSテレビ 情報番組「あさチャン!」（2020年2月11日）松たか子さんの着物について
- NHK福岡放送局 情報番組「ろくイチ!福岡」（2020年3月30日）
- フジテレビ 情報番組「とくダネ!」（2020年8月18日）
- NHK 情報バラエティ「チコちゃんに叱られる!」（2022年1月7日）ポチ袋について監修
- TBSテレビ「ゴゴスマ」『初詣のしきたり』について出演（2022年12月28日）
- NHK 情報番組『情報WEVEかごしま』「ふるさと一番星」（2023年6月8日）
- NHK 情報番組「九州・沖縄のニュース」齊木由香特集（2023年6月19日）
- TBSテレビ「『東大王』新シリーズ開幕！ちょっと得するマジ⁉だらけの学べるクイズ3時間SP」（2024年3月13日）
- TBSテレビ「情報７DAYS」『忘年会の由来について』（2024年12月14日）
- TBSテレビ「ゴゴナマ」年末年始のしきたりについて（2024年12月27日）

### 特別番組
- フジテレビ 皇室特番「日曜THEリアル!・陛下と雅子様しられざる笑顔の物語」（2019年11月10日、20:00～22:00）スタジオゲスト出演
- TBSテレビ 情報番組「この差って何ですか?SP」（2019年12月17日、19：00～21:00）お正月準備について　専門家　スタジオコーナー出演
- フジテレビ 大晦日特番「大みそか列島縦断LIVE 景気満開テレビ」（2019年12月31日、7:00～9:50）スタジオゲスト　生出演
- テレビ東京　正月特番「所さんの学校では教えてくれないそこんトコロ!」『初物づくしであけましておめでとう5時間SP』（2021年1月1日、17:55～23:00）

### CM
- 三井住友海上火災保険 「MOST」（2003年4月 - ）
- 三井住友海上火災保険「終身viv」（2003年10月 - 2005年）
- JR九州「新幹線つばめ」（2004年8月 - ）
- 三菱東京UFJ銀行    「社内PV」
- セブン&アイ・ホールディングス「イトーヨーカドー」（2009年7月 - ）
- アコーディア・ゴルフ 「プロモーションビデオ」（2011年10月 - ）
- トヨタ自動車 「レクサスRC」（2019年3月 - ）[2]

### 受章
- 2019　日本文化を伝えるため世界最大規模のコンテスト「Mrs.Globe」に日本代表として出場。「Woman of  Worth Award」受賞
- 2022　『おもてなしセレクション2022』「日本近代礼法」金賞受賞

## 書籍

### 書籍
- 『和の暮らしを楽しむ 旧家の歳時記366』（2024年11月27日 主婦の友社）
- 『トップの意思決定』（2022年1月7日、イースト・プレス）[3]ISBN 978-4781620404
- 『おとなの半幅帯結び スタイルブック』（2016年12月6日、世界文化社）ISBN 978-4418164370

### 電子書籍
- 光文社「本がすき。」『毎日おもてなし』2019年3月8日～開始

### 雑誌連載
- 週刊女性（主婦と生活社）「知って楽しい！おもしろ雑学」「桜餅について」2023年3月31日 発売
- 英字情報誌『Tokyo　Weekender』日本近代れ法が紹介（2022年12月）
- 週刊女性（主婦と生活社）「知って楽しい！おもしろ雑学」「刺身とお造りの違いについて」2022年8月30日 発売
- 暮らし二スタ　（主婦の友社）『齊木由香のオトナ女子のマナー図鑑』2022年6月～連載中
- 週刊エコノミクス（毎日新聞出版）『BOOKS』 「話題の本」　2022年2月15日号
- Pre-mo　Baby-mo　（主婦の友社）『齊木由香の大人ニンプのマナー図鑑』2020年12月～連載中
- 日経ビジネス　特集『謝罪の流儀』　2020年12月21日　発売
- クロワッサン（マガジンハウス）『着物の時間』連載ページ 2020年12月10日 発売
- Pre-mo（主婦の友社）　内祝いにもらって嬉しいお品　特集ページ　2018年　10月号
- Pre-mo（主婦の友社）　妊婦着付け　特集ページ　2017年　8月号

- 一個人（KKベストセラーズ）『現職美人』 連載ページ　2017年10月号

### ＷＥＢ媒体
2024年
- 12月13日 美的.com 「現代の歳時記について」インタヴュー記事が掲載
- 1月9日　博報堂オウンドメディア『Wellulu』にインタビュー記事が掲載

2023年
- 12月19日　主婦と生活社『週刊女性』「ポチ袋の由来」について
- 8月29日　東京カレンダープレミアム会員向けWEBコンテンツ「大人のマナーをランクアップせよ　vo.14」について
- 7月12日　朝日新聞社『スタイルアサヒ』「お盆」について
- 6月19日　東京カレンダープレミアム会員向けWEBコンテンツ「大人のマナーをランクアップせよ　vo.13」について
- 6月11日　東京カレンダープレミアム会員向けWEBコンテンツ「大人のマナーをランクアップせよ　vo.12」について
- 3月31日　主婦と生活社『週刊女性』「桜餅」について

2022年
- 12月29日　東京カレンダープレミアム会員向けWEBコンテンツ「年末年始のしきたり」について
- 8月30日 主婦と生活社『週刊女性』「刺身」と「お造り」の違いについて
- 8月8日　主婦の友社「暮らし二スタ」【子連れマナー講座】おじゃましたお宅の高級食器が恐怖！「もしも割ってしまったら…」
- 8月3日　主婦の友社「暮らし二スタ」強すぎる（笑）！子どもの塾や習い事を詳しく聞かれたくない人必見！マナー専門家イチオシの断り方＆かわし方とは？
- 7月26日　主婦の友社「暮らし二スタ」ママ友の口頭注意が「ポーズのみ」でイライラする！〈子ども同士の家の行き来〉にマナー専門家がピシャリ！
- 7月11日　主婦の友社「暮らし二スタ」【ママ友LINE誤爆】細切れで送られてくるのがめっちゃストレス！
- 7月4日　主婦の友社「暮らし二スタ」LINE冒頭の「ひょっこり」スタンプは嫌われる！？繊細すぎる理由とマナー専門家のアドバイス
- 6月27日　主婦の友社「暮らし二スタ」「「親せきの子への入学祝。うちはもらってないけど…贈るべき？」マナー専門家の回答にめっちゃ納得！
- 2月5日　プレジデントオンライン「なぜセブンは最強コンビになのか…それは「お客様のため」ではなく「お客様の立場」で考えているからだ【著書「トップの意思決定」より】
- 1月18日　主婦の友社「Baby-mo」「お返しは不要」という人に、本当にお返しを送らないのは大人げない？【大人女子のマナー図鑑】
- 1月10日　主婦の友社「Baby-mo」「夫婦で決めた子どもの名前に、親が猛反対…」よくある名付けトラブルにマナー専門家がズバリ回答！
- 1月3日　主婦の友社「Baby-mo」「年賀状は出さないよ」という義実家にも、年賀状を送るべき？マナーの専門家ならこうする！

2021年
- 12月27日　主婦の友社「Baby-mo」義実家から「正直いらないもの」が何度も送られてくる…！「いらない」と断るのは失礼？
- 12月20日　主婦の友社「Baby-mo」SNSで出産報告をしたいけど、不妊治療中の親友が不快にならないか心配…【大人女子のマナー講座】
- 11月15日　主婦の友社「Baby-mo」 妊娠10ヶ月の妊婦です。「泊りがけで出かけたい」と言う夫を、どうにかして止めたいのですが･･･【大人女子のマナー図鑑】
- 11月08日　主婦の友社「Baby-mo」 職場で上司や同僚におなかを触られるのがイヤ･･･。うまく断る方法は？
- 11月2日　主婦の友社「Baby-mo」「出産祝いに『正直いらないもの』をもらったのに半返し。損した気分です」【大人女子のマナー図鑑】
- 10月29日　主婦の友社「Baby-mo」「内祝いにルピシアのお茶を贈るのはOK？NG?」【大人女子のマナー図鑑】
- 9月3日　オトナンサー／Yahoo!ニュース「カメ、マツ、サン　名前が「片仮名」のおばあちゃんはどうして多い？」寄稿
- 8月21日　オトナンサー／Yahoo!ニュース「おかず？　スイーツ？　地域で味付け異なる「ところてん」の不思議」寄稿
- 8月16日　オトナンサー／Yahoo!ニュース「浴衣」で夏気分！　その歴史や正しい着方＆所作は？　専門家に聞く」寄稿
- 8月6日　オトナンサー／Yahoo!ニュース「きょう、広島原爆の日　「黙とう」の正しい方法は？　由来や注意点、専門家に聞く」寄稿
- 6月21日　オトナンサー／Yahoo!ニュース「夏至に冬瓜を食べるとよい」のは本当？　「冬瓜」なのに夏食べる？」
- 5月5日　オトナンサー／Yahoo!ニュース「その昔、「端午の節句」の主役が女性だったのは本当？」寄稿
- 4月25日　オトナンサー／Yahoo!ニュース「食事前の「いただきます」はする？　しない？　2000人調査、研究家に聞くその意味」寄稿
- 2月22日　オトナンサー／Yahoo!ニュース「ご飯にみそ汁「ねこまんま」は行儀が悪い？　当の“猫”にとってはいい食事？」寄稿
- 2月13日　オトナンサー／Yahoo!ニュース「イケメンは「二枚目」、お調子者は「三枚目」　他の「枚目」を聞かないのはなぜ？」寄稿
- 2月2日　オトナンサー／Yahoo!ニュース「鬼は外！　福は内！　節分の豆まき、いった「大豆」を使う理由とは？」寄稿
- 1月1日　オトナンサー／Yahoo!ニュース「『お年玉』はいつ、どんなきっかけで始まった？　大人同士の授受はOK？」寄稿
- 1月1日　オトナンサー／Yahoo!ニュース「雑煮の「餅」、東日本は「角餅」で西日本は「丸餅」？　違いはなぜ生まれた？」寄稿

2020年
- 12月29日　オトナンサー／Yahoo!ニュース「『祝い箸』で取り箸OK？　「おせち料理」の由来や作法、専門家に聞く」寄稿
- 12月15日　日経ビジネス『特集謝罪の流儀』土下座について専門家　寄稿
- 12月10日　雑誌マガジンハウス『クロワッサン』「着物の時間」連載ページ掲載
- 12月8日　オトナンサー／Yahoo!ニュース「ボールペンNG？　パソコンは失礼？　「年賀状」の注意点、専門家が解説！」寄稿
- 11月17日　オトナンサー／Yahoo!ニュース「玄関や飲食店入り口の「盛り塩」、何のためにするもの？」寄稿
- 10月23日　オトナンサー／Yahoo!ニュース「“脱はんこ”でまた出番？　信長、秀吉…戦国武将も使った「花押」とは」寄稿
- 9月22日　オトナンサー／Yahoo!ニュース「西日本は「葛餅」で味も食感も違う…東西の「くず餅」、違いや由来は？」寄稿
- 9月14日　オトナンサー／Yahoo!ニュース「ついつい…箸を“橋”のように食器に置く「渡し箸」、なぜNG？」寄稿
- 8月9日　オトナンサー／Yahoo!ニュース「お盆と「火」　「迎え火」「送り火」の意味とは？　火を息で消さない理由は？」寄稿
- 7月26日　オトナンサー／Yahoo!ニュース「汚い持ち方は悪印象？　正しい「箸」の持ち方とは　大人でも矯正できる？」寄稿
- 7月22日　オトナンサー／Yahoo!ニュース「親族の結婚式に「着物」で出席する理由は？　着物の選び方や作法、保管法も解説！」寄稿
- 7月11日　オトナンサー／Yahoo!ニュース「『暑気払い』は“夏の飲み会”のことではない？　そのルーツや納涼との違いとは」寄稿
- 7月7日　オトナンサー／Yahoo!ニュース「今年はコロナ終息も　「七夕」で願い事をするのはなぜ？　ササや短冊の色の意味は？」寄稿
- 6月30日　オトナンサー／Yahoo!ニュース「捨てないとたまる一方…「祝儀袋」「ポチ袋」はどう処分するのがいい？　再利用も可？」寄稿
- 6月13日　オトナンサー／Yahoo!ニュース「“疫病退散”が起源の「夏祭り」、コロナで中止はやむを得ない？」寄稿
- 6月1日　オトナンサー／Yahoo!ニュース「東京で感染爆発がなかったのは日本の「滅私奉公」精神の故か」寄稿
- 5月5日　オトナンサー／Yahoo!ニュース「飾りっ放しは婚期が遅れる　「五月人形」にも当てはまる？　端午の節句の祝い方は？」寄稿
- 3月29日　オトナンサー／Yahoo!ニュース「『にぎりずし』は箸で食べるもの？　素手で食べるもの？　和文化研究家に聞く」寄稿
- 3月22日　オトナンサー／Yahoo!ニュース「『花見』はいつから「宴会」になったのか　自粛ムードの今年、楽しみ方は？」寄稿
- 3月12日　オトナンサー／Yahoo!ニュース「新型コロナで高知県が自粛求めた「献杯」「返杯」とは？　高知特有の文化？」寄稿
- 3月3日　オトナンサー／Yahoo!ニュース「きょうは桃の節句　「ひな人形」は女の子が何歳まで飾るもの？」寄稿
- 2月26日　オトナンサー／Yahoo!ニュース「赤ちゃんの成長願う「お宮参り」、おでこに書く文字の意味は？　地域で違いも？」寄稿
- 2月11日　オトナンサー／Yahoo!ニュース「日本は「にほん」と「にっぽん」、どちらが正しい？　なぜ、2つの読み方がある？」寄稿
- 2月3日　オトナンサー／Yahoo!ニュース「節分の「恵方巻き」、なぜ無言で食べるのが作法？　願い事は何でもOK？」寄稿
- 1月13日　オトナンサー／Yahoo!ニュース「新成人女性が「振り袖」で成人式に出席する意味」寄稿
- 1月2日　オトナンサー／Yahoo!ニュース「天満宮、八幡宮、稲荷…「神社」には多様な名称、それぞれのご利益は？　専門家に聞く」寄稿
- 1月1日　オトナンサー／Yahoo!ニュース「参拝に欠かせない「さい銭」　適正な金額、ふさわしくない金額は？」寄稿

2019年
- 12月27日　オトナンサー／Yahoo!ニュース「正月飾りの華！　「門松」の意味や由来、正しい飾り方は？　専門家に聞く」寄稿
- 12月22日　オトナンサー／Yahoo!ニュース「日本のお正月を彩る「しめ縄」、意味や由来とは？　種類や飾り方も解説！」寄稿
- 11月26日　Webオトナンサー／Yahoo!ニュース「もうすぐ年末！　恒例の「忘年会」はいつごろ、どんなきっかけで始まった？」寄稿
- 11月21日　オトナンサー／Yahoo!ニュース「見た目や材料はそっくり　冬の甘味「おしるこ」「ぜんざい」は何が違う？」寄稿
- 11月13日　オトナンサー／Yahoo!ニュース「即位礼正殿の儀で“虹”話題に　「神の祝福」「古代は不吉の象徴」の声、専門家に聞く」寄稿
- 11月2日　オトナンサー／Yahoo!ニュース「なぜ7歳、5歳、3歳？　「七五三」はいつ、どんな目的で始まった？　11月15日の意味は」寄稿
- 10月19日　オトナンサー／Yahoo!ニュース「ラグビー海外選手の「お辞儀」に称賛！　日本の文化、お辞儀のルーツや意味とは？」寄稿
- 10月16日　オトナンサー／Yahoo!ニュース「増税で固くなった？　見たことのない「財布のひも」ってどんなもの？　歴史や由来とは」寄稿
- 10月14日　オトナンサー／Yahoo!ニュース「雷が鳴らない説も…10月はなぜ「神無月」という？　神様は出雲で何をする？」寄稿
- 10月3日　オトナンサー／Yahoo!ニュース「東西で味付けに差異…「ところてん」はおかず？　それともスイーツ？　違いの由来は？」寄稿
- 9月16日　オトナンサー／Yahoo!ニュース「スエ、ツル、ウメ…昭和初期前生まれのおばあちゃんに「片仮名」の名が多い理由は？」寄稿
- 9月13日　オトナンサー／Yahoo!ニュース「十五夜にお供えする「月見団子」、ピラミッド状に盛る意味は？　お月見の正式な作法って？」寄稿
- 9月3日　「オトナンサー／Yahoo!ニュース表情を描いちゃダメ？　晴天を願う「てるてる坊主」にも正しい作法があった！」寄稿
- 8月15日　オトナンサー／Yahoo!ニュース「きょう終戦記念日　犠牲者追悼の「黙とう」はいつごろ始まった？　正しいやり方はある？」寄稿
- 8月1日　オトナンサー／Yahoo!ニュース「夏の暑さ対策「打ち水」、もともとは茶の湯の作法だった？　いつから現在の形に？」寄稿
- 7月9日　オトナンサー／Yahoo!ニュース「天ぷらを10年揚げられず…伝統文化の「下積み」は本当に必要？　賛否両論に専門家は」寄稿
- 7月4日　オトナンサー／Yahoo!ニュース「夏の定番！「浴衣」の起源、湯上がり用／外出用の違い、外で着る際の注意点」寄稿
- 6月16日　オトナンサー／Yahoo!ニュース「本来の目的は謝罪？　お願い？　「土下座」はいつごろ生まれ、どんな意味があるのか」寄稿
- 6月7日　オトナンサー／Yahoo!ニュース「もう古い？　結婚時の「嫁入り道具」は現代でも必要なのか、そもそもの始まりは？」寄稿
- 5月25日　オトナンサー／Yahoo!ニュース「マナーの悪さも問題に…ブーム過熱の「御朱印」、そもそもの意味をご存じですか？」寄稿
- 4月19日　光文社　本がすき。『毎日おもてなし』「部下にモテる上司が語る“ひきつけ”極意 お仕事編」配信
- 4月12日　オトナンサー／Yahoo!ニュース「『イヨーオ！』の掛け声で…宴会の最後に行われる「手締め」、何のためにするの？」寄稿
- 4月5日　光文社　本がすき。『毎日おもてなし』「一度で人生を変える超“接待”術　お仕事編」配信
- 3月22日　光文社　本がすき。『毎日おもてなし』「上司の信頼される“手帳”テク！お仕事編」配信
- 3月21日　オトナンサー／Yahoo!ニュース「もはや、違うお菓子？「桜餅」の形状が関東と関西で大きく違う理由」寄稿
- 3月8日　光文社　本がすき。『毎日おもてなし』「仕事相手のココロを掴む！“紙”コミュニケーション お仕事編」配信
- 3月6日　オトナンサー／Yahoo!ニュース「『さくら』『もみじ』『ぼたん』…馬肉や鹿肉が“植物”の別名で呼ばれる理由」寄稿
- 2月25日　オトナンサー／Yahoo!ニュース「下品だからダメ？　正しい作法？　ご飯茶わんで「お茶」を飲む行為に賛否、専門家は？」寄稿
- 2月3日　オトナンサー／Yahoo!ニュース「きょうは「節分の日」　お相撲さんや芸能人が豆をまくことには、どんな意味がある？」寄稿
- 1月22日　オトナンサー／Yahoo!ニュース「材料の違い？　それとも、グレードの差？　「刺し身」と「お造り」は何が違うのか」寄稿
- 1月3日　オトナンサー／Yahoo!ニュース「いつまでに行く？　神社とお寺どっち？　「初詣」の正しい目的と拝礼方法」寄稿

2018年
- 12月26日　オトナンサー／Yahoo!ニュース「『鏡餅』のルーツや意味を知ろう！　なぜ四角いお餅はダメ？　ミカンで代用できる？…」寄稿

2017年
- 6月12日　オトナンサー／Yahoo!ニュース「そうだったのか！　引いた「おみくじ」を結んで帰る理由」寄稿
- 5月25日　オトナンサー／Yahoo!ニュース「なぜ「受け」じゃない？　「お茶請け」の意味と歴史を聞いてみた」寄稿
- 4月25日　オトナンサー／Yahoo!ニュース「シーズン到来！　「新茶」の魅力＆おいしい飲み方とは」寄稿
- 3月31日　オトナンサー／Yahoo!ニュース「見た目そっくり！「ぼた餅」と「おはぎ」は何が違う？」寄稿
- 3月30日　オトナンサー／Yahoo!ニュース「日本酒には「賞味期限」がない！　おいしく飲める期間は？」寄稿
- 3月19日　オトナンサー／Yahoo!ニュース「もうすぐ卒業式！　晴れの日にふさわしい「袴」選びのポイント」寄稿
- 3月2日　オトナンサー／Yahoo!ニュース「実は「晴れの年齢」!?　厄年の起源と意味を聞いてみた」寄稿
- 2月6日　オトナンサー／Yahoo!ニュース「知っていますか!?　「ざるそば」「もりそば」「せいろそば」の違い」寄稿
- 1月31日　オトナンサー／Yahoo!ニュース「居酒屋の「お通しカット」はマナー違反にあたらないのか」寄稿
- 1月23日　オトナンサー／Yahoo!ニュース「『獺祭』はこう飲む！　プロが教える魅力、そして人気の秘密とは」寄稿
- 1月17日　オトナンサー／Yahoo!ニュース「その礼拝は間違いだった！　正しい神社参拝のマナー」寄稿
- 1月9日　オトナンサー／Yahoo!ニュース「親戚の集まりあるある？　「結婚まだか」「仕事順調か」をさり気なくかわす方法」寄稿
- 1月6日　オトナンサー／Yahoo!ニュース「お義父さんの評判を上げる！　新年のあいさつにふさわしい「手土産」のマナー」寄稿

20016年
- 11月7日　オトナンサー／Yahoo!ニュース「外国人観光客の目当ては「おもてなしの心」ではない!?　最近の日本旅行事情とは」寄稿
- 9月13日　オトナンサー／Yahoo!ニュース「人に差を付ける！「日本酒」の粋な楽しみ方」寄稿
- 9月12日　オトナンサー／Yahoo!ニュース「ひやおろしの秋！デキるビジネスパーソンになる「日本酒」のマナー」寄稿